# Вештица (ТВ филм из 1986)
„Вештица” је југословенски ТВ филм из 1986. године. Режирао га је Мирослав Живановић који је написао и сценарио  по делу Антона Чехова.

## Улоге
| Глумац             | Улога               |
| ------------------ | ------------------- |
| Ена Беговић        | Раиса Ниловна       |
| Душан Голумбовски  | Савели Гајкин       |
| Тихомир Арсић      | Поштански кочијаш   |
| Михајло Викторовић | Поштански кондуктер |